# Asif Kapadia
Asif Kapadia (Londen, 1972) is een Britse regisseur en documentairemaker. In 2016 won hij een Oscar voor de documentaire Amy (2015), over de in 2011 overleden zangeres Amy Winehouse.

## Biografie
Asif Kapadia werd in 1972 geboren in Londen als de zoon van Indiase ouders. Hij groeide op in een islamitisch gezin, dat gek was op sport. Kapadia studeerde aan de Newport Film School, de Universiteit van Westminster en de Royal College of Art.
Gedurende de jaren 1990 schreef en regisseerde Kapadia verschillende korte films. In 2001 maakte hij zijn debuut met de Brits-Indiase avonturenfilm The Warrior. Het leverde hem in 2002 de BAFTA's voor beste Britse film en meest beloftevolle nieuwkomer op.
Na onder meer de Amerikaanse horrorthriller The Return te hebben geregisseerd, maakte Kapadia in 2008 voor het eerst de overstap naar documentaire. Hij regisseerde toen een segment voor de Italiaanse docu Uneternal City (2008)
Nadien werkte Kapadia aan een documentaire over de Braziliaanse Formule 1-piloot Ayrton Senna. De sportdocu, getiteld Senna, ging in oktober 2010 in première in Japan en won onder meer twee BAFTA's. Enkele jaren later regisseerde hij de docu Amy (2015), over de in 2011 overleden zangeres Amy Winehouse. De documentaire werd beloond met een Oscar.
In 2016 verfilmde hij de roman Ali and Nino (1937) van auteur Kurban Said, met Adam Bakri en María Valverde als hoofdrolspelers.

## Prijzen en nominaties
| Film               | Prijs         | Categorie                     | Uitslag     |
| ------------------ | ------------- | ----------------------------- | ----------- |
| The Warrior (2001) | BAFTA         | Beste Britse film             | Gewonnen    |
| The Warrior (2001) | BAFTA         | Meest beloftevolle nieuwkomer | Gewonnen    |
| The Warrior (2001) | BAFTA         | Beste niet-Engelstalige film  | Genomineerd |
| Senna (2010)       | BAFTA         | Beste Britse film             | Genomineerd |
| Senna (2010)       | BAFTA         | Beste documentaire            | Gewonnen    |
| Amy (2015)         | BAFTA         | Beste Britse film             | Genomineerd |
| Amy (2015)         | BAFTA         | Beste documentaire            | Gewonnen    |
| Amy (2015)         | Academy Award | Beste documentaire            | Gewonnen    |

## Filmografie
| Jaar | Titel                  | Regisseur | Scenarist |
| ---- | ---------------------- | --------- | --------- |
| 2001 | The Warrior            |           |           |
| 2006 | The Return             |           |           |
| 2007 | Far North              |           |           |
| 2008 | Uneternal City (docu)  |           |           |
| 2010 | Senna (docu)           |           |           |
| 2015 | Amy (docu)             |           |           |
| 2016 | Ali and Nino           |           |           |
| 2017 | Mindhunter (televisie) |           |           |
| 2019 | Diego Maradona (docu)  |           |           |